# Jake Harper
Jacob "Jake" David Harper es un personaje ficticio de la serie Two and a Half Men interpretado por el actor Angus T. Jones.
Es el hijo de Alan Harper y Judith Melnick, sobrino de Charlie Harper y nieto de Evelyn Harper. Jake es un niño torpe y descuidado, sobreprotegido por sus padres. Cuando era más pequeño, su tío Charlie lo usaba para conseguir mujeres, afirmando que era "mejor que un perro".
Durante el divorcio de sus padres, se le es brindado todo lo que desea, como una manera de "apaciguar" los efectos del mismo.
Según Judith, Charlie es una mala influencia para Jake, debido a su insalubre estilo de vida, el cual incluye alcohol, prostitutas y relaciones casuales. Sin embargo, Charlie frecuentemente da consejos y enseña lecciones a Jake que "no aprendería en la escuela", generalmente acerca de mujeres.
Además, su tío lo introdujo en el ámbito de las apuestas, siendo bueno para los juegos de cartas, por lo que a veces Charlie le cobraba un cierto "impuesto" debido a que él es la "casa".
Su rendimiento en la escuela no es bueno, y a menudo busca alguna una excusa para faltar a ésta o no hacer su tarea.
Jake tiene una tendencia a la glotonería, estando casi constantemente pensando en comer, llegando inclusive a preguntar si "hay" cuando alguien menciona una comida que le gusta mucho. En algunas ocasiones cocina, algo que aparentemente se le da muy bien. Cuando está en la adolescencia se junta mucho con su amigo Eldrige, aunque la mayoría de las veces es para fumar marihuana. También trataron de hacer videos peligrosos como los del programa Jackass.
Al salir de la preparatoria él y su amigo Eldrige no saben que hacer con su vida, primero trabajan como empleados de Walden, teniendo que hacerse cargo de su compañía de informática, cuidando varios servidores que estaban enlazados, pero terminan destruyéndolo todo, al infectarlos con un virus por descargar mucha pornografía, después de eso se enlistan en el ejército, creyendo que pilotarían aeronaves robot.
Después en la décima temporada durante sus pases libres del Ejército al volver conoce a la hija de un amigo de Walden , Missi (interpretada por la famosa actriz y cantante Miley Cyrus) aunque duraron muy poco primero debido a que ella tenía novio y después cuando se reconciliaron otra vez se volvieron a separar porque al parecer el si la amaba a diferencia de ella que no, Después conoce a una mujer madura llamada Tammy (interpretada por la actriz Jaime Pressly) pero se separaron debido a que él tuvo relaciones con la hija de esta llamada Ashley (interpretada por la actriz Emily Osment).
En el final de la décima temporada decide ser voluntario para un viaje a Japón del Ejército, al parecer después en la décima primera temporada solo aparecerá esporádicamente.
Aunque se menciona a menudo, Jake está ausente a lo largo de toda la temporada 11, y también aparece (a través de tomas de archivo) en un montaje en homenaje a él en el quinto episodio de la temporada 12.
Angus T. Jones hace un cameo repitiendo su papel en la segunda mitad de la final de la serie en la temporada 12, "Of Course He’s Dead". Jake está pasando a través de la ciudad y hace una visita a Alan y Walden, informándoles de que él ya no está en el ejército y se ha casado con una bailarina japonesa, y es el padrastro de sus dos hijos. También menciona que Charlie (que se revela de estar vivo) le envió un cheque por $ 250.000, junto con una nota que indica simplemente "estoy vivo". Al enterarse de que Charlie está en el flojo y está fuera de matar a Alan y Walden, un miedo manda a Jake Alan, Walden, y Berta adiós como él de inmediato sale de la casa de playa por última vez. Tanto su entrada y salida es seguido por un largo aplauso estudio.